# The Burning
The Burning (Brasil: Chamas da Morte ou A Vingança de Cropsy) é um filme canado-norte-americano de 1981, do gênero terror, dirigido por Tony Maylam. O filme foi criado e produzido por Harvey Weinstein, baseado na lenda urbana nova-iorquina do Cropsy. A produtora Miramax Films (que Harvey e seu irmão Bob Weinstein, que co-roteirizou o filme, fundaram) e a distribuidora Filmways Pictures lançaram o filme no dia 8 de maio de 1981, nos Estados Unidos.

## Sinopse
O ponto de partida é um acidente provocado por alguns garotos, que, sem querer, queimam da cabeça aos pés o zelador da colônia de férias onde eles estavam. E passados 5 anos, o tal zelador, chamado Cropsy, persegue Todd, um dos garotos que o queimaram (e que agora trabalha como zelador de outra colônia de férias), matando, antes disso, vários jovens que se encontram sob a responsabilidade dele.[carece de fontes?]

## Elenco
- Brian Matthews… Todd
- Leah Ayres… Michelle
- Brian Backer… Alfred
- Larry Joshua… Glazer
- Jason Alexander… Dave
- Ned Eisenberg… Eddy
- Carrick Glenn… Sally
- Carolyn Houlihan… Karen
- Fisher Stevens… Woodstock
- Lou David… Cropsy
- Shelley Bruce… Tiger
- Sarah Chodoff… Barbara
- Bonnie Deroski… Marnie
- Holly Hunter… Sophie
- Kevi Kendall… Diane